# (35328) 1997 EH15
1997 EH15 (asteroide 35328) é um asteroide da cintura principal. Possui uma excentricidade de 0.10188860 e uma inclinação de 17.34651º.
Este asteroide foi descoberto no dia 4 de março de 1997 por Spacewatch em Kitt Peak.